# Muricoidea
Muricoidea là một Phân loại siêu họ của ốc biển săn mồi,  biển]  Muricoidea Rafinesque, 1815. Trong: MolluscaBase (2015). Truy cập thông qua: Đăng ký thế giới các loài sinh vật biển tại vào 2016-03-21
Siêu họ này bao gồm ốc murex, ốc chank, ốc bồ câu, vặn ốc, ốc harp, ốc lề, bộ giảm nhẹ và các loại khác.

## Mô tả vỏ
vỏ của ốc sên trong siêu họ này khác nhau rất nhiều về hình dạng và mức độ trang trí. Các vỏ sò có hình bầu dục khẩu độ và đáng chú ý là ống siphonal.

## Họ
Các họ thuộc siêu họ Muricoidea được liệt kê như sau:
- Họ Babyloniidae Kuroda, Habe & Oyama, 1971 -- 2 chi
- Họ Costellariidae MacDonald, 1860 -- 11 chi
- Họ Cystiscidae Stimpson, 1865 -- 15 chi
- Họ Harpidae Bronn, 1849 -- 4 chi
- Họ Marginellidae Fleming, 1828 -- 30 chi
- Họ Muricidae Rafinesque, 1815 -- 159 chi
- Họ Pholidotomidae Cossmann, 1896 †
- Họ Pleioptygmatidae Quinn, 1989 -- 1 chi
- Họ Strepsiduridae Cossmann, 1901 -- 1 chi
- Họ Turbinellidae Swainson, 1835 -- 14 chi
- Họ Volutidae Rafinesque, 1815 -- 49 chi
- Họ Volutomitridae Gray, 1854 -- 7 chi

Đồng nghĩa
- Columbariidae Tomlin, 1928: synonym of Columbariinae Tomlin, 1928
- Concholepadidae Perrier, 1897: synonym of Rapaninae Gray, 1853
- Coralliophilidae Chenu, 1859: synonym of Coralliophilinae Chenu, 1859
- Cynodontidae MacDonald, 1860: synonym of Vasinae H. Adams & A. Adams, 1853 (1840)
- Dipsaccinae P. Fischer, 1884: synonym of Babyloniidae Kuroda, Habe & Oyama, 1971
- Eburninae Swainson, 1840: synonym of Babyloniidae Kuroda, Habe & Oyama, 1971
- Latrunculinae Cossmann, 1901: synonym of Babyloniidae Kuroda, Habe & Oyama, 1971
- Magilidae Thiele, 1925: synonym of Coralliophilinae Chenu, 1859
- Melapiidae Kantor, 1991: synonym of Strepsiduridae Cossmann, 1901
- Nucellidae Salisbury, 1940: synonym of Ocenebrinae Cossmann, 1903
- Pakaurangia Finlay, 1926: synonym of Calliotectum Dall, 1890
- Purpuridae Children, 1823: synonym of Rapaninae Gray, 1853
- Rapidae Kuroda, 1941: synonym of Coralliophilinae Chenu, 1859
- Thaididae Jousseaume, 1888: synonym of Rapaninae Gray, 1853
- Vasidae H. Adams & A. Adams, 1853: synonym of Turbinellidae Swainson, 1835
- Xancidae Pilsbry, 1922: synonym of Turbinellidae Swainson, 1835

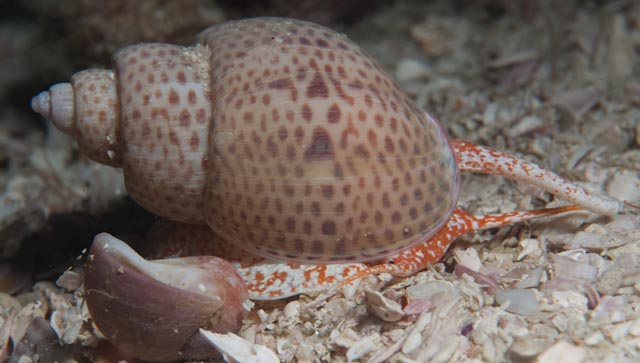
Zemiropsis papillaris, Babyloniidae
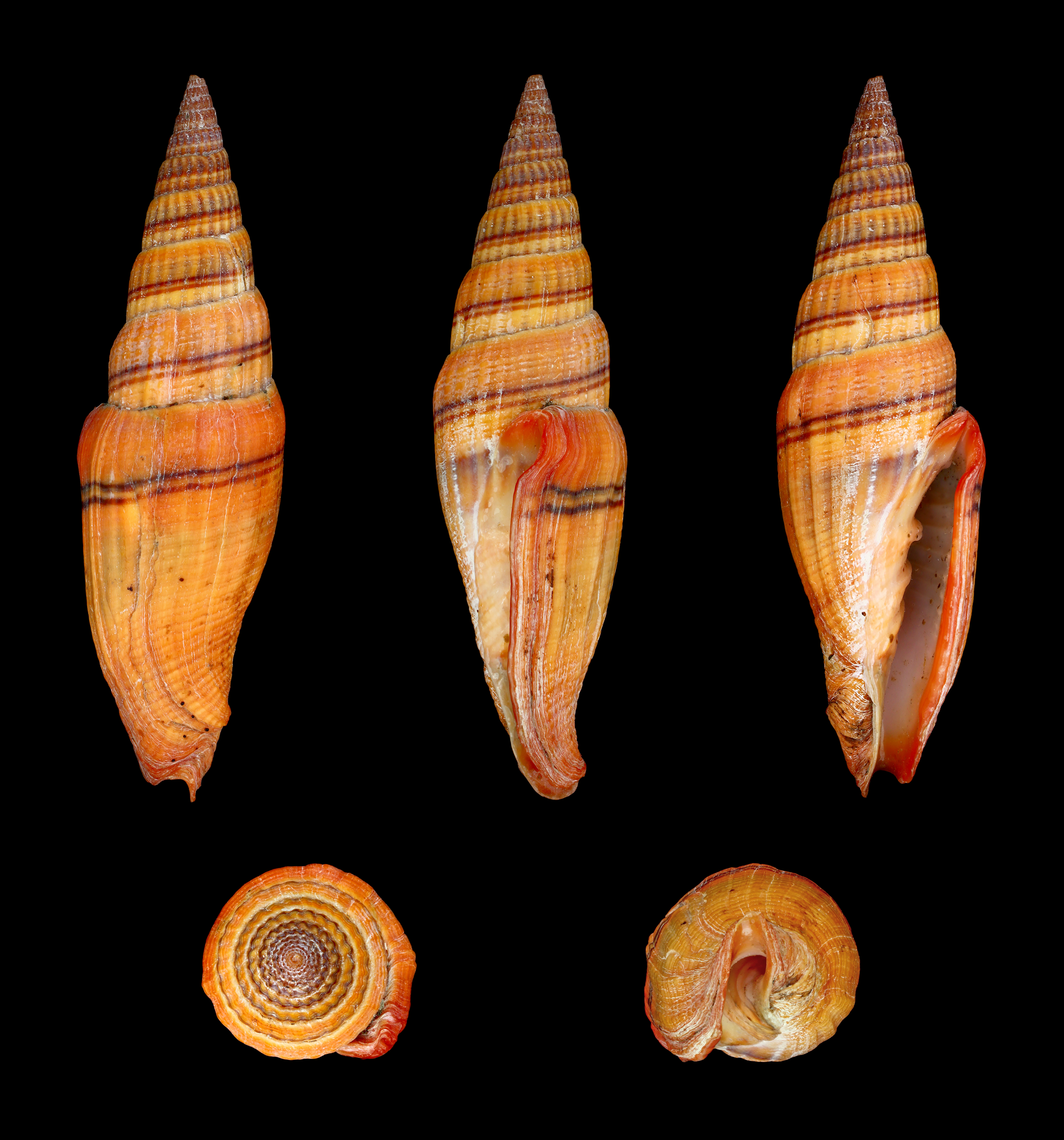
Vexillum ornatum, Costellariidae
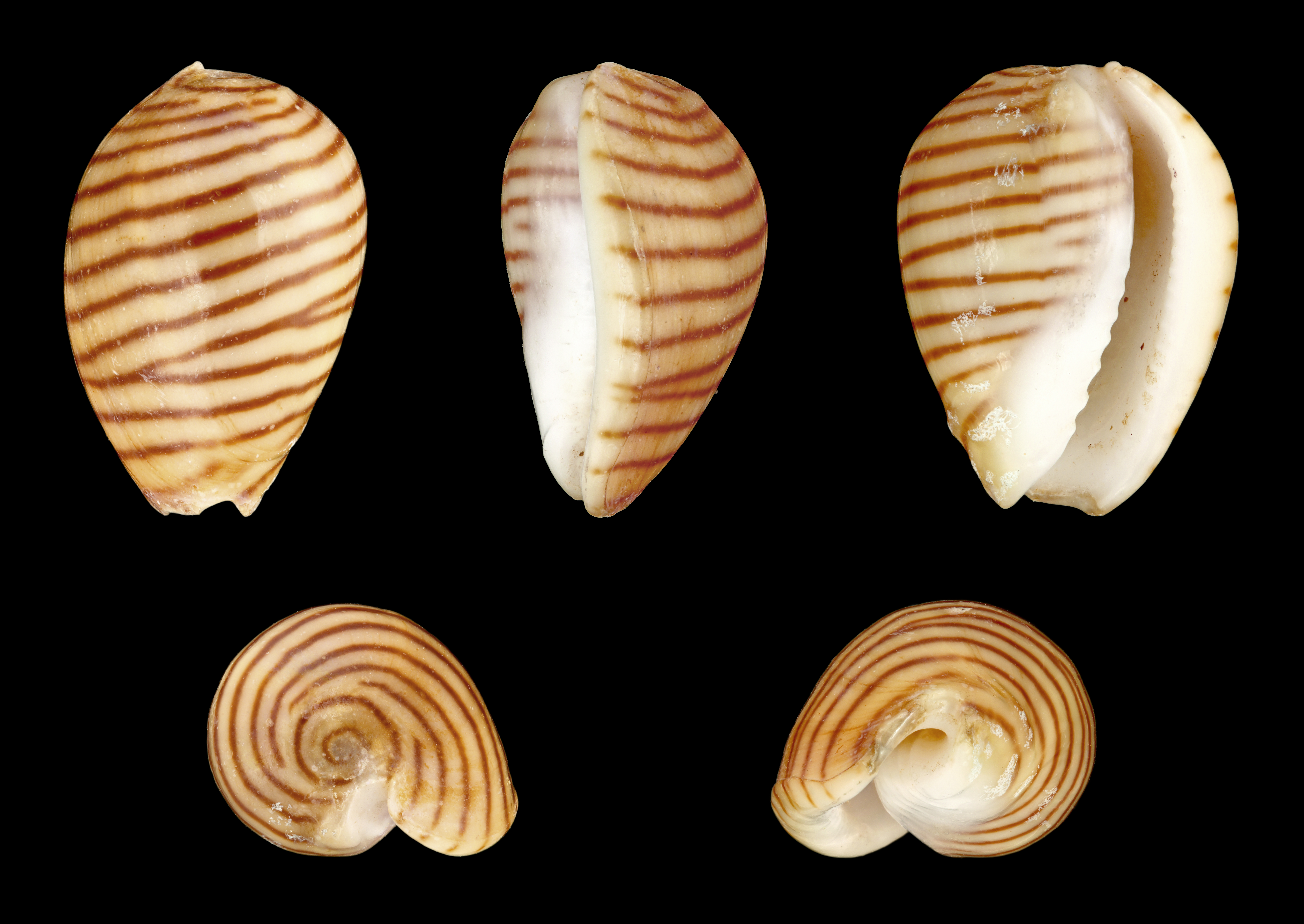
Persicula cingulata, Cystiscidae
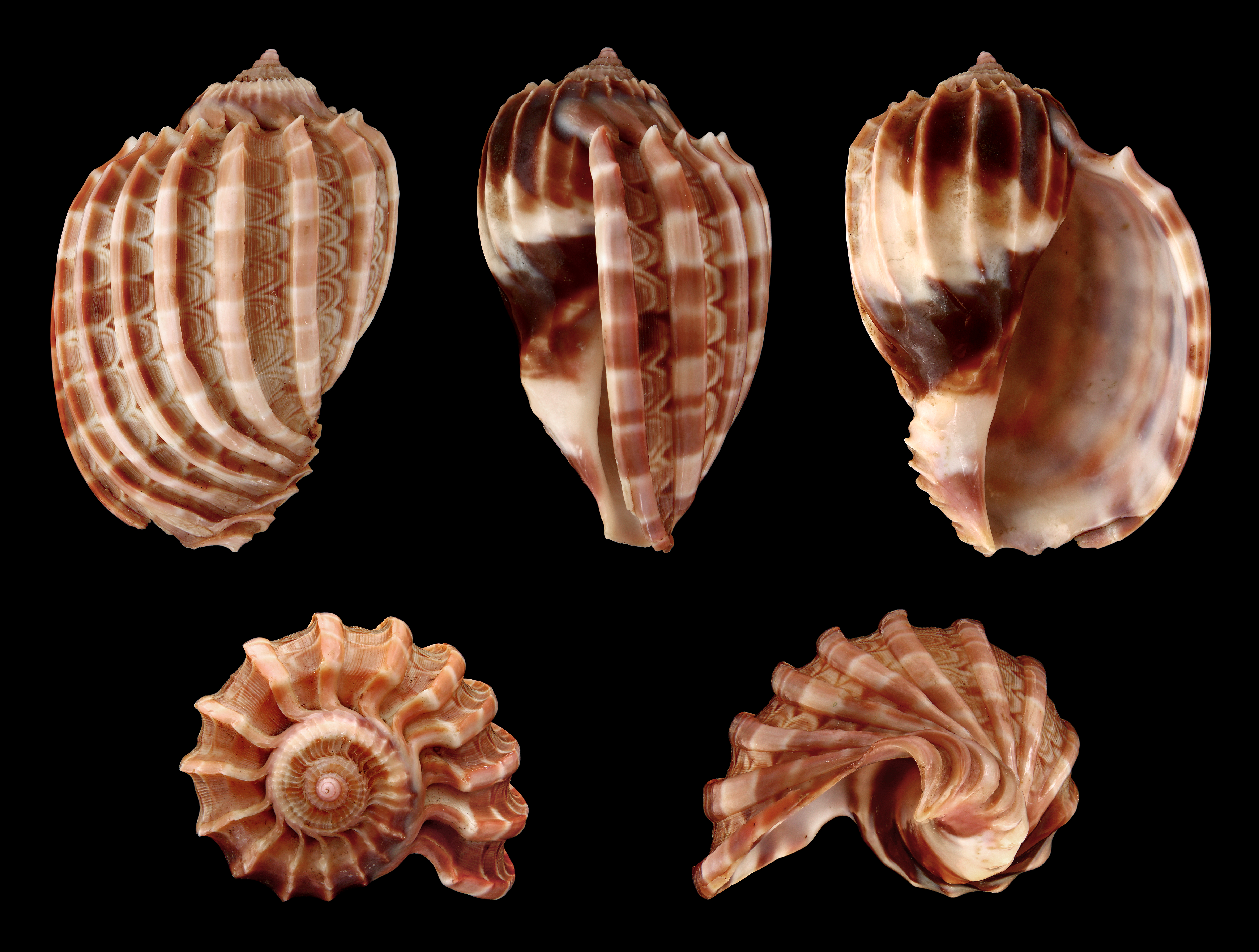
Harpa davidis, Harpidae
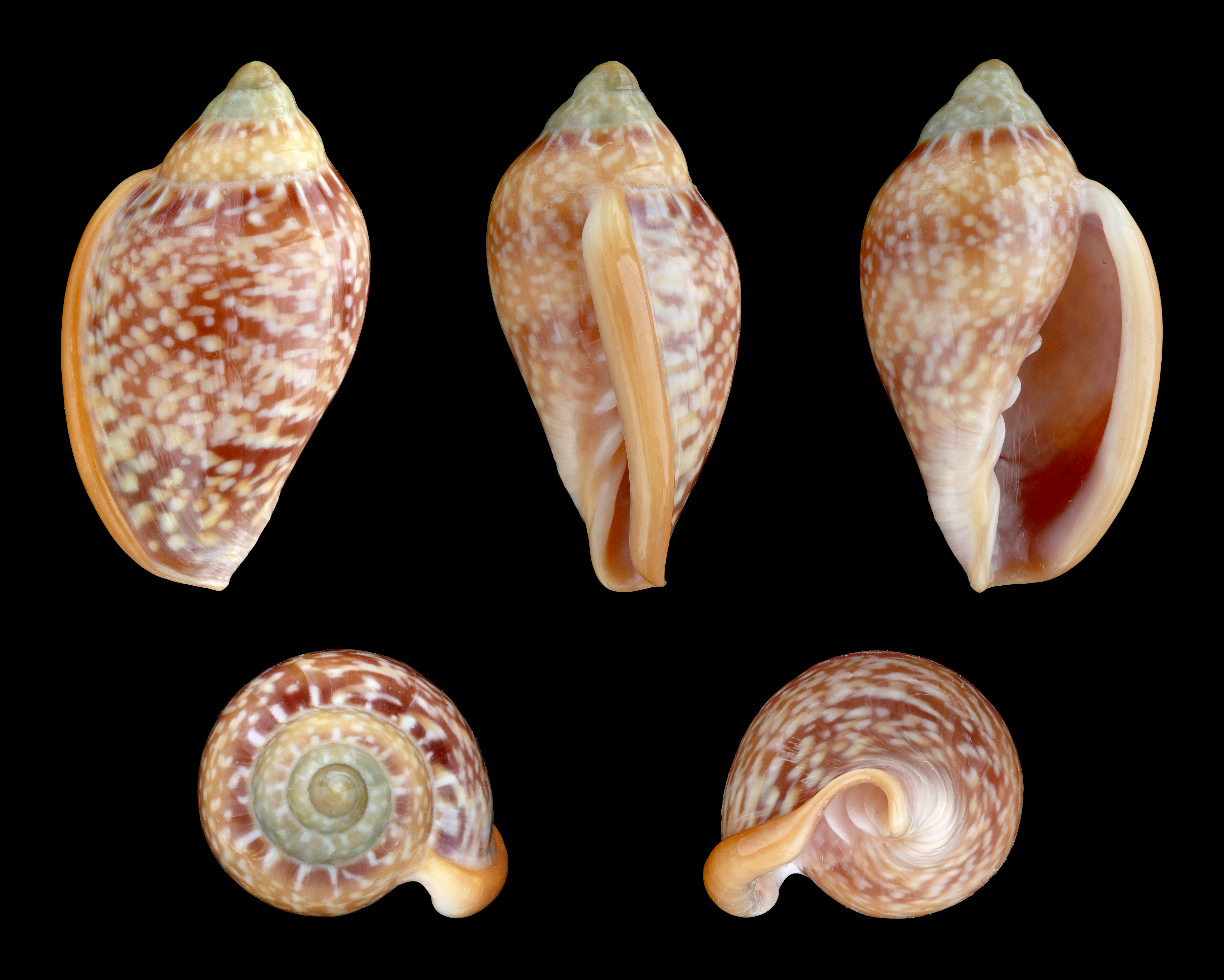
Marginella glabella, Marginellidae
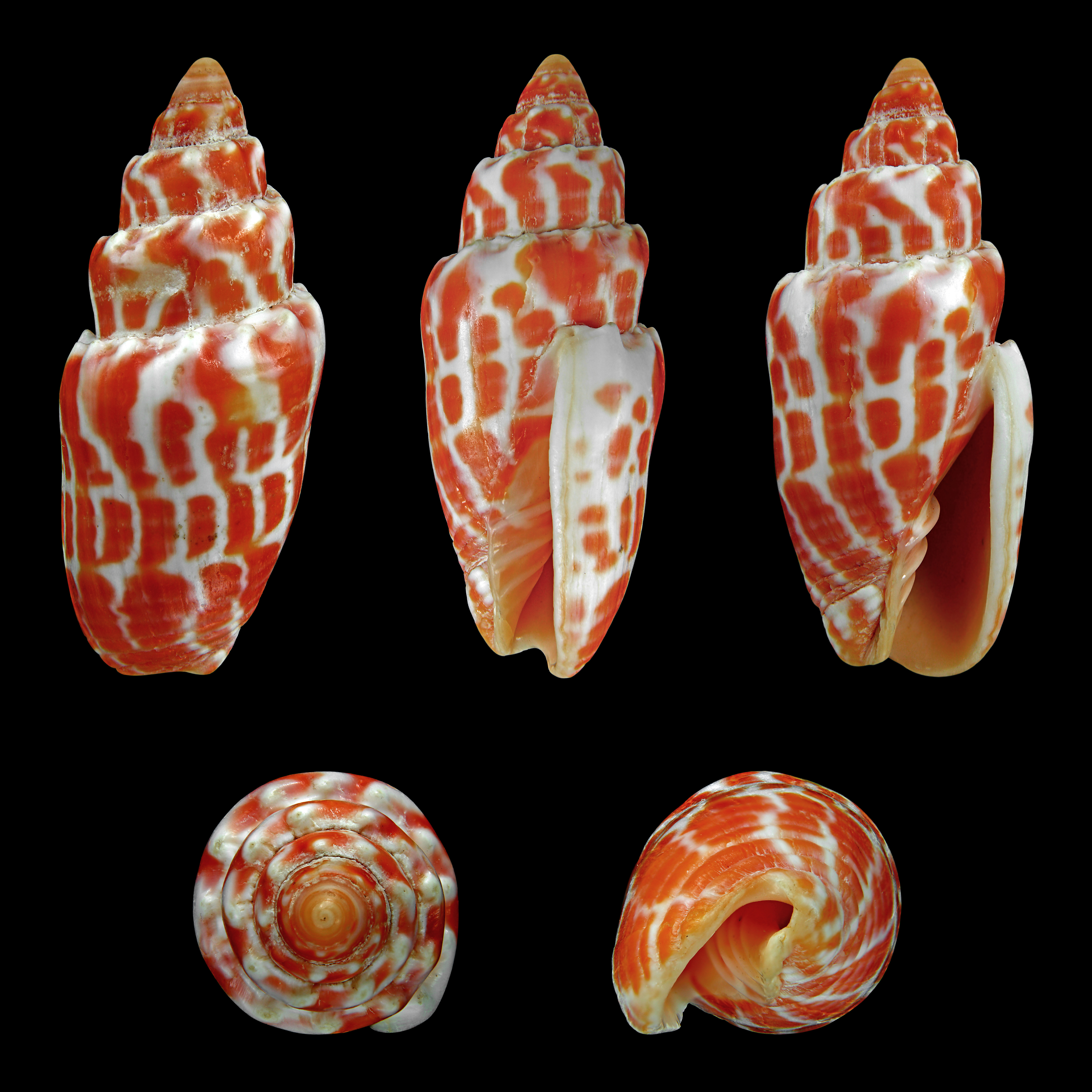
Mitra stictica, Mitridae
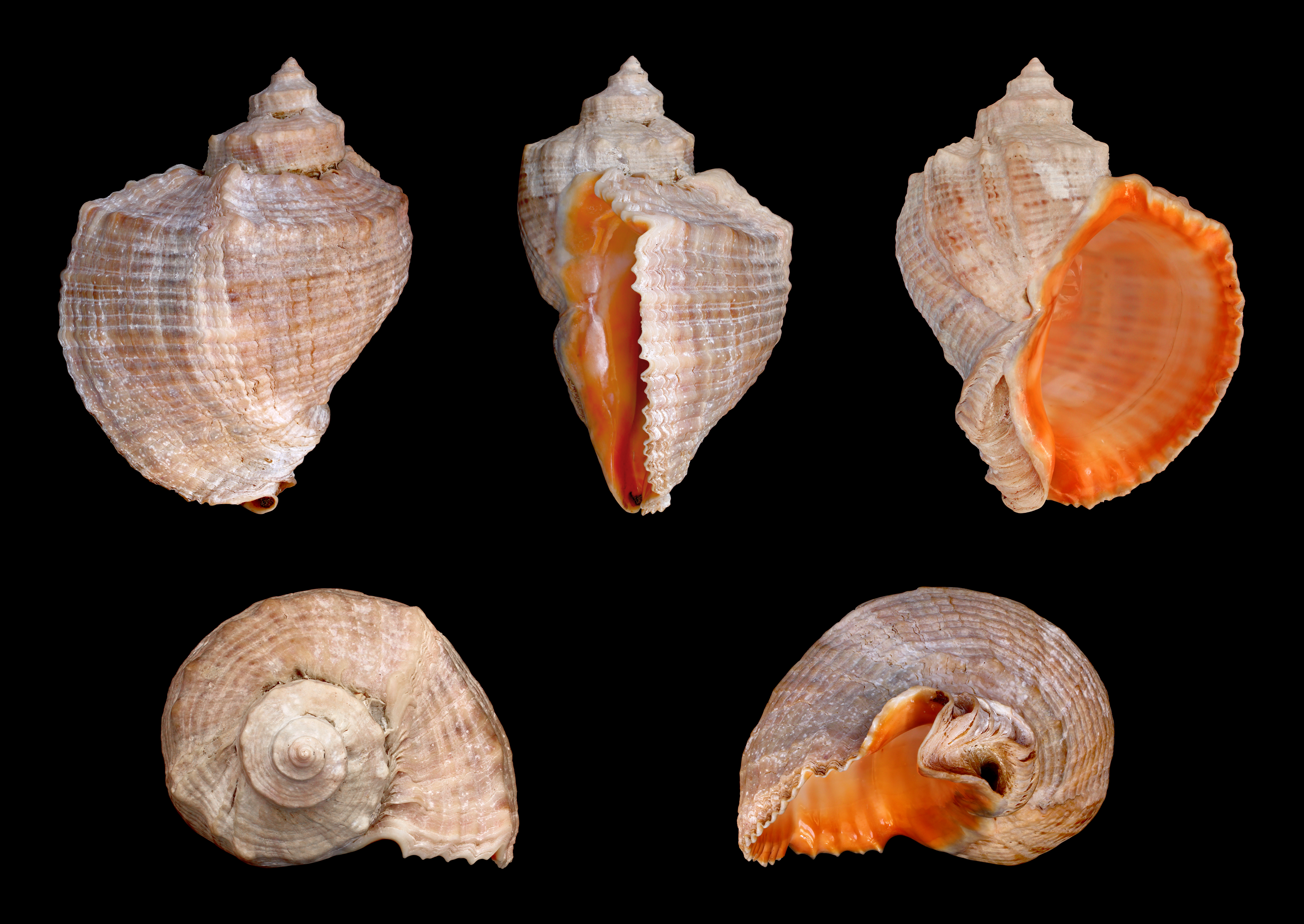
Rapana venosa, Muricidae
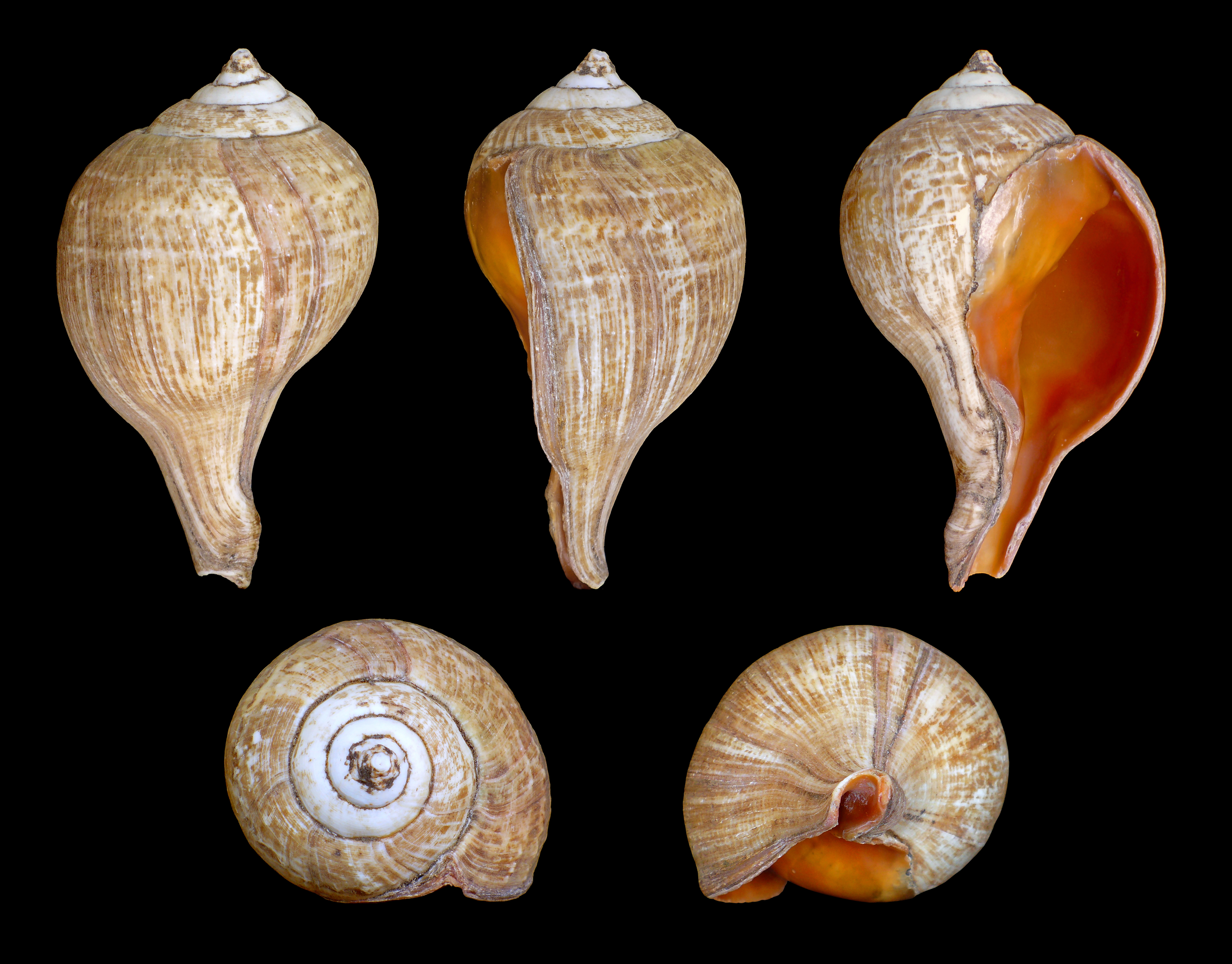
Turbinella pyrum, Turbinellidae
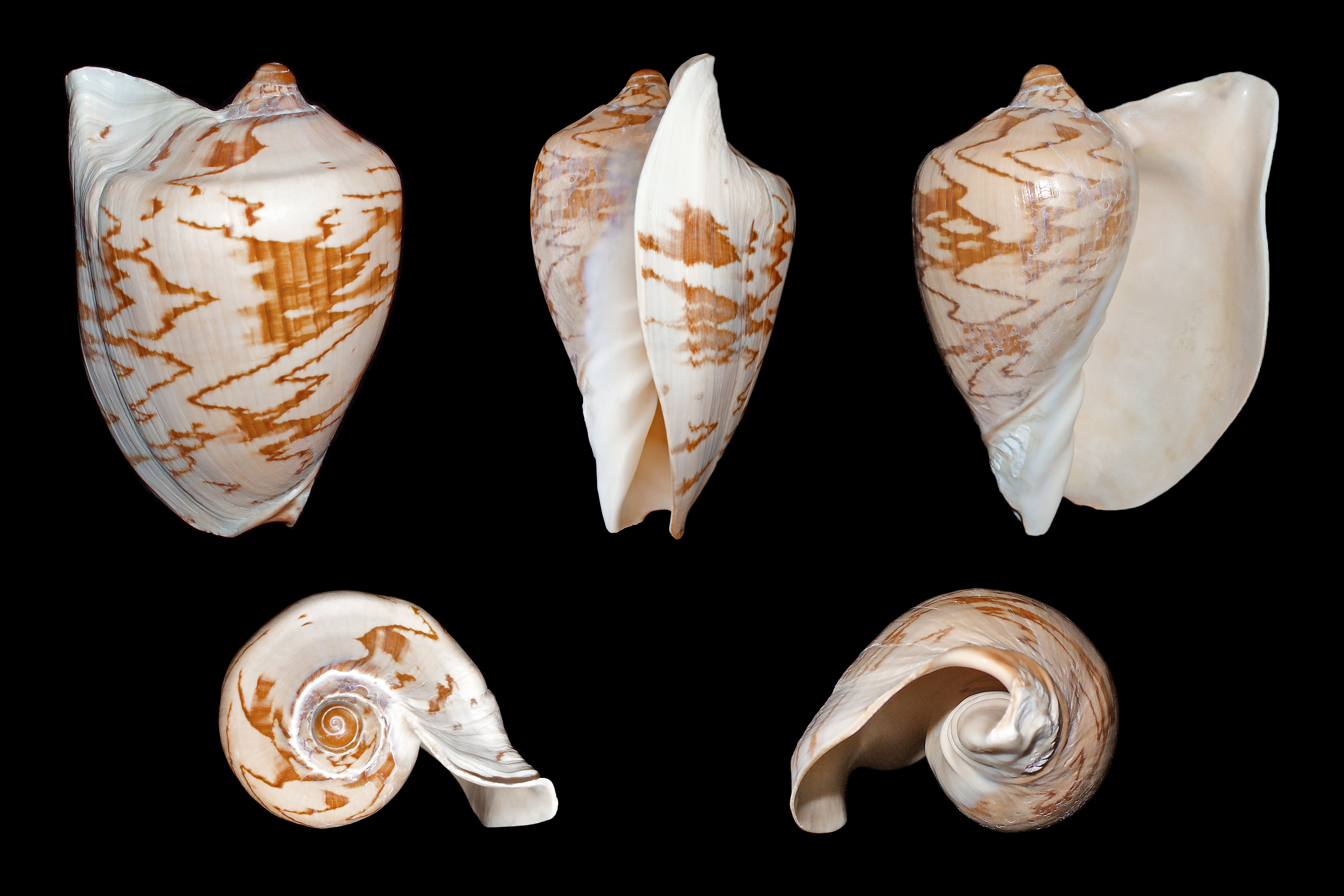
Cymbiola nobilis, Volutidae